# Ilha Morris
A ilha Morris (em inglês:  Morris Island) é uma ilha desabitada no estado da Carolina do Sul, Estados Unidos. Tem 3,4 km² e fica junto à baía Charleston Harbor, sendo apenas acessível por barco. Foi um local estratégico na Guerra Civil Americana. Administrativamente integra Charleston e Folly Beach, no Condado de Charleston. Dispõe de um farol